# Riedsee bei Leeheim
Der Riedsee bei Leeheim ist Teil des Naherholungsgebietes Riedsee der Stadt Riedstadt und liegt an der L3096 zwischen Leeheim nach Geinsheim umgeben von Ackerland. Die Uferzone ist flach, zum Baden erreicht man das Wasser über den ausgewiesenen Badestrand. 

## Entstehung und Lage
Der Riedsee bei Leeheim entstand infolge eines Kiesabbaus. Sein klares Wasser nimmt eine Fläche von fast 24 Hektar ein. Der See gilt als einer der saubersten Seen in Hessen.
Das Naherholungsgebiet „Riedsee“ besteht eigentlich aus zwei Seen; beide entstanden aus dem Kiesabbau. Der Südsee ist der Öffentlichkeit nicht zugänglich, der Nordsee lässt sich wiederum in einen Westteil – der als Anglerbereich genutzt wird – und einen Ostteil – der als Badebereich ausgewiesen ist – unterteilen.
Die tiefste Stelle im Badebereich liegt bei ca. 22 m; die tiefste Stelle im Südsee liegt im Anglerbereich bei ca. 38 m.

### Anfahrt und Erreichbarkeit
Direkt am See steht ein großer Parkplatz mit ca. 800 Parkplätzen, sowie ein zusätzlicher Ausweichparkplatz mit nochmal 800 Plätzen für die Badegäste zur Verfügung. An heißen Tagen wird das Parken von einem Ordnungsdienst gesteuert und überwacht, welcher auch die Parkgebühren kassiert.
An Tagen, an denen das Besucheraufkommen besonders hoch ist, wird der Parkplatz ggf. wegen Überfüllung geschlossen; dies wird jedoch über lokale Radiosender bekannt gegeben. 
Am Riedsee selbst gibt es keine eigene Bushaltestelle – die nächste Haltestelle ist die „Geinsheimer Straße“ am Ortsausgang von Leeheim in Richtung Geinsheim und ist etwa 15–20 Minuten zu Fuß vom See entfernt. Sie wird von den Buslinien 40, 41 und 46 angefahren.

## Der Riedsee im Sommer

### Baden

Blick auf die Liegewiese

Seinen Besuchern bietet der Riedsee neben dem großzügigen und gepflegten Strandbereich Umkleiden und sanitäre Anlagen in ausreichendem Umfang.
Während der Badesaison sind zwei Badeinseln in unterschiedlichem Abstand zum Uferbereich im See verankert.
Für Schwimmanfänger gibt es einen ausgewiesenen Badebereich in direkter Nähe zum Aufsichtsturm der städtischen Rettungsschwimmer. Dort gilt allerdings Elternaufsicht.

### Aufsicht und Wasserrettungsdienst
Während der Öffnungszeiten in der Badesaison wird der See von ausgebildeten Rettungsschwimmern der Riedsee GmbH bewacht. Ihnen steht ein eigenes Rettungsboot zur Verfügung.
Am Wochenende und den gesetzlichen Feiertagen wird die Badeaufsicht von den ehrenamtlichen Helfern der DLRG-Ortsgruppe Riedstadt-Leeheim e. V. (DLRG OG Leeheim) unterstützt. Der Wachmannschaft steht für den Wasserrettungsdienst eine Rettungsstation mit Sanitätsraum, mehrere Motorrettungsboote und Einsatztauchausrüstungen zur Verfügung. Zur Ausübung der Tätigkeiten steht der DLRG OG Leeheim zusätzlich eine vereinseigene Liegewiese zur Verfügung.

### Öffnungszeiten
Die Öffnungszeiten des Riedsee sind in der Badesaison, die vom 1. April bis 30. September andauert, von Montag bis Sonntag 10:00 bis 20:00 Uhr. Der Einlasschluss ist 19 Uhr, der Badeschluss um 19:30 Uhr.

### Weitere Aktivitäten
Am Strand und auf der Liegewiese stehen den Besuchern mehrere Beachvolleyballfelder, Tischtennisplatten und Spielplätze zur Verfügung.
Der See darf mit Schlauchbooten befahren werden; die Benutzung von Hartschalenbooten ist jedoch verboten. Das Surfen, Angeln und Tauchen ist ebenfalls für Badegäste verboten. Surfen und Angeln ist nur über die ansässigen Vereine und in einem extra ausgewiesenen Bereich des Sees erlaubt. Das Tauchen ist ausschließlich Mitgliedern der DLRG OG Leeheim gestattet.

Grillplatz mit Sitzgelegenheiten und Metalltonnen für die heißen Aschen

Weiterhin gibt es zwei ausgewiesene Grillplätze, an denen auf mitgebrachten Grills gegrillt werden darf (Grillerlaubnis haben nur noch angemeldete Camper). Außerhalb der ausgewiesenen Grillplätze (z. B. auf der Liegewiese) ist das Grillen aufgrund der Brandgefahr verboten.

## Der Riedsee als Naherholungsgebiet

Kinderspielplatz, im Hintergrund die Dauercamper

### Camping am Riedsee
Als ausgewiesenes Naherholungsgebiet bietet der Riedsee nicht nur im Sommer Entspannungsmöglichkeiten in seiner Funktion als einer der größten Badeseen der Region; im Winter ist der See frei für Spaziergänger zugänglich. In den letzten Jahren ist der See im Winter immer wieder zugefroren, sodass sich die Möglichkeit zum Schlittschuh Laufen ergab.
Es gibt Dauercamping-Parzellen – im Sommer besteht die Möglichkeit zum Kurzzeitcamping (vorwiegend mit Zelten und nicht mit Wohnwagen).

### Wutzdog Festival
Seit 2006 findet jedes Jahr im August auf einem Freigelände direkt neben dem Riedsee das sogenannte „Wutzdog Festival“ statt. Es spielen meist kleinere Bands aus der Region unterschiedlicher Stilrichtungen (Rock, Alternative, Metal, Pop) für ein altersmäßig breit gestreutes Publikum. Der Eintritt ist frei.
Der Reinerlös des Festivals aus Sponsorengeldern und Umsatz wird gemeinnützigen kulturellen und/oder sozialen Organisationen gespendet.
Das 'Wutzdog Festival' wird vom Wutzdog e.V Riedstadt veranstaltet. Alle Bands, Helfer und Organisatoren arbeiten unentgeltlich.